# Jerry Rivera
Jerry Rivera   (Humacao, 31 de juliol de 1973) és un cantant de salsa. El seu nom real és Gerardo Rivera Rodríguez
Molt prest la seva família es va mudar a la capital porto-riquenya, San Juan, on va realitzar els seus estudis primaris i secundaris. Els seus pares, que eren músics, ho van impulsar a convertir-se també en un músic i ja des de nen va acompanyar a la seva mare (cantant) i al seu pare (guitarrista i director dels Barons Trio) durant les seves actuacions.
Els seus cantants favorits són Eddie Santiago, Lalo Rodriguez i Frankie Ruiz. En 1986, quan tenia 13 anys, va acompanyar al seu pare que estava actuant en un hotel en Isla Verde, San Juan. Frankie Ruiz, que estava allotjat a l'hotel, va aparèixer i va cantar un parell de cançons amb ells i es van fotografiar junts.
En 1988, Tommy Olivencia va escoltar a Jerry cantar al costat del seu pare i li va recomanar que comencés la seva carrera en solitari. Quan Jerry tenia tan sols 14 anys, el seu pare va fer una maqueta i la va presentar al departament musical de CBS, que va fer que ho contractessin.
El seu primer disc, Abriendo Puertas, va tenir grans èxits amb les seves cançons,Esa Niña, Dime i Como un Milagro  que van convertir al disc en número u de les llistes de Puerto Rico, posteriorment entre les comunitats llatines dels Estats Units i finalment per tota Amèrica Llatina.
El seu segon disc, Cuenta Conmigo, va guanyar tres discos de platí als Estats Units, Puerto Rico, Veneçuela i Colòmbia. Es va convertir en el disc de salsa més venut de la història, un record que fins a aquest moment posseïa Willie Còlon i va mantenir el número u de les llistes de música llatina durant tres setmanes consecutives. Jerry va rebre dos premis Lo Nuestro Awards com a cantant de l'Any i com a "Disc de l'Any".
En 1999, Rivera va gravar De Otra Manera, que incloïa el bolero Ese. Jerry va cantar la cançó amb el seu pare en el Roberto Clemente Coliseum de San Juan.
També va representar un petit paper en la pel·lícula I Like It Like That i també ha actuat com si mateix en la sèrie titulada Mi destino eres tú retransmès per Univision als Estats Units durant novembre de 2005. Jerry també ha aparegut en diverses produccions del Banco Popular de Puerto Rico, incloent Al Compás de un Sentimiento.

## Discografia
- Empezando a vivir (1989)
- Abriendo puertas (1990)
- Cuenta Conmigo (1992)
- Cara de niño (1993)
- Jerry Rivera: Lo nuevo y lo mejor (1994)
- Magia (1995)
- Fresco (1996)
- Ya no soy el niño aquel (1997)
- De otra manera (1998)
- Para siempre (2000)
- Historia 1 (2001)
- Rivera (2001)
- No me olvidarás: 20 grandes éxitos (2001)
- Vuela muy alto (2002)
- Tributo a Frankie Ruiz (2003)
- Ay, mi vida (2005)
- Caribe Gardel (2007)
- ¿Quién de los dos? (2009)
- El Amor Existe (2011)